# Гайдуль, Адольф Иосифович
Адо́льф Ио́сифович Гайду́ль (19 декабря 1894 — 1938, Новосибирск) — советский режиссёр научно-популярного и учебного кино, участник Первой мировой войны. Жертва политического террора в СССР.

## Биография
Родился 19 декабря 1894 года (1 января 1895 года). Родители по происхождению из крестьян Витебской губернии; отец работал на постройках железных дорог рабочим, затем десятником, умер в 1909 году. Детство Гайдуля прошло в Великих Луках. В 1906—1911 годах учился в Великолукском реальном училище, но не окончил его. Работал репетитором, конторщиком.
В 1916 году мобилизован в Русскую Императорскую армию и как имевший образовательный ценз направлен в 4 Московскую школу прапорщиков. По окончании школы произведен в прапорщики, направлен на Северный фронт. В 1917 году служил в 71 пехотном Белёвском полку, в сентябре 1917 года произведён в подпоручики. Демобилизован в начале 1918 года. С февраля 1918 года -— комиссар милиции в Черкизово Преображенского района Москвы. В ноябре 1918 года добровольно вступил в Красную армию, служил в частях Восточного фронта.
В 1921—1922 годах работал в руководстве трудовых частей Центрального трудового района Республики Наркомата труда РСФСР, в 1923—1924 годах — начальником района службы лесозаготовок Управления Северо-Западной железной дороги.
В кино с 1925 года. В 1925—1932 годах — ассистент режиссёра, режиссёр, сценарист 3-й фабрики «Госкино», Ялтинской кинофабрики ВУФКУ, АО «Востоккино». В 1926 году руководил производственным коллективом «Гном» по выпуску «заказных фильмов полурекламного характера». С 1932 года — режиссёр Сибирской фабрики научных и учебно-технических фильмов («Сибтехфильм») треста «Союзтехфильм». Снимал картины на этногеографическую и производственную тематику. Один из создателей первых советских учебных фильмов. По оценке этнологов И. А. Головнёва и Е. В. Головнёвой, режиссёры «Сибтехфильма» А. И. Гайдуль, Г. М. Бобров, А. А. Литвинов и другие создали «на экране яркие образы различных регионов СССР», их киноработы включали в себя «уникальный этнографический, физико-географический, ландшафтный, историко-культурный материал, касающийся края».
Арестован органами НКВД 26 июля 1938 года по политическим мотивам, вскоре расстрелян.

## Избранная фильмография

### Режиссёр
- 1930 — Золотые берега (режиссёр монтажа)
- 1932 — Уход за молочной коровой
- 1933 — Производство меди (школьно-учебный)
- 1934 — Поперечная пила (учебно-инструктивный)
- 1935 — Восточная Сибирь (учебно-географический)
- 1937 — Горная страна Алтай
- 1937 — В степях Предкавказья
- 1937 — Центральный Кавказ
- 1937 — Западный Кавказ
- 1937 — Дагестан
- 1937 — Черноморское побережье Кавказа
- 1937 — Грузинская ССР

### Сценарист
- 1937 — Поперечная пила (учебно-инструктивный, совм. с Токаревым)

### Актёр
- 1937 — Первые огни — председатель шефской комиссии